# Johnny Gallagher
Pour les articles homonymes, voir Gallagher.
Johnny Gallagher est un guitariste de blues, de rock et de jazz irlandais. Il fait partie du groupe Johnny Gallagher & the Boxtie Band. 

## Discographie
- The studio sessions
- Peace of mind
- Johnny and friends « Live in Finn McCools